# Molothrus aeneus
El vaquero de ojos rojos (Molothrus aeneus), también conocido como tordo ojirrojo o tordo ojo rojo, es una especie de ave paseriforme de la familia Icteridae, donde se encuentran las calandrias, tordos, caciques, oropéndolas, zanates, praderos y parientes.
Este tordo es propio del sur de Norteamérica y América Central, siendo una especie nativa de Belice, Colombia, Costa Rica, El Salvador, Guatemala, Honduras, México, Nicaragua, Panamá y el sur de Estados Unidos. En México se distribuye en las 32 entidades del país.
Habita bosques y pastizales.
En México, la NOM-059-SEMARNAT-2010 no considera a la especie en sus listados de especies en riesgo; la UICN 2019-1 la considera como de Preocupación menor. El ave forma parte del folklor y leyenda del pueblo maya.

## Distribución y hábitat
Es nativo de Belice, Colombia, Costa Rica, El Salvador, Guatemala, Honduras, México, Nicaragua, Panamá y el sur de Estados Unidos. Su hábitat natural se compone de bosque y pastizales.

## Subespecies
Se distinguen las siguientes subespecies:
- Molothrus aeneus aeneus (Wagler, 1829)
- Molothrus aeneus assimilis (Nelson, 1900)
- Molothrus aeneus loyei Parkes y Blake, 1965

Anteriormente se consideraba al tordo chico otra subespecie del tordo ojirrojo, pero en la actualidad se clasifica como una especie separada, Molothrus armenti.

## En la cultura
En la península de Yucatán este pájaro es conocido en la lengua maya local como dziú, siendo parte del folklor y leyenda del pueblo maya.